# ادواردو آدلینو دا سیلوا
ادواردو آدلینو دا سیلوا (به پرتغالی: Eduardo Adelino da Silva) مهاجم، هافبک اهل برزیل است که در شهر ریودو ژانیرو و در تاریخ ۱۳ اکتبر ۱۹۷۹ به دنیا آمده‌است.
ادواردو آدلینو دا سیلوا در تیم‌های فوتبال واسکو دوگاما سابقهٔ حضور دارد.